# Volker Boch
Volker Boch (* 19. August 1976 in Simmern/Hunsrück) ist ein deutscher Journalist und Zeitungsredakteur. Seit dem 3. März 2022 ist er Landrat des Rhein-Hunsrück-Kreises.

## Leben und Beruf
Boch besuchte die Soonwald-Grundschule in seinem Heimatort Gemünden und das Herzog-Johann-Gymnasium in Simmern. 1995 begann er als freier Mitarbeiter bei der Rhein-Zeitung. Nach seinem Abitur besuchte er die Johannes Gutenberg-Universität Mainz, wo er Mittlere und Neue Geschichte, Politikwissenschaft und Alte Geschichte studierte. Das Studium schloss er 2002 als Magister Artium ab. 
Neben seinem Studium absolvierte er Praktika bei der dpa in Frankfurt sowie beim Südwestfunk in Idar-Oberstein und Baden-Baden. Volker Boch war als fester freier Fotograf bei einer Agentur für Sportfotografie in Hamburg tätig. Es folgte ein Volontariat beim Mittelrhein-Verlag in Koblenz. 
Volker Boch war Redakteur der Rhein-Lahn-Zeitung und nach zwei Jahren in dieser Stelle übernahm er mehrere freie Tätigkeiten bei deutschsprachigen Tageszeitungen und Magazinen, absolvierte weitere Praktika bei der Süddeutschen Zeitung, beim SWR-Hörfunk in Mainz und beim ZDF. 2005 kehrte Boch zur Rhein-Zeitung zurück und war dort als Redakteur für verschiedene überregionale Ressorts zuständig. Von 2013 bis zu seiner Kandidatur 2021 als Landrat des Rhein-Hunsrück-Kreises, war er Chefreporter der Rhein-Zeitung.

## Privates
Volker Boch ist verheiratet und Vater von zwei Kindern. Er wohnt in Laubach im Hunsrück. Neben seinem Beruf ist er sportlich aktiv und nahm an mehreren Wettbewerben teil, darunter am Ironman Hawaii 2006.

## Politik
Im Herbst 2021 gab Volker Boch bekannt, als Landrat für den Rhein-Hunsrück-Kreis zu kandidieren. Die Neuwahl wurde notwendig nachdem der bisherige Amtsinhaber Marlon Bröhr in den Bundestag gewählt wurde. Boch trat als unabhängiger Kandidat an und wurde von SPD und Grünen unterstützt.
In der Stichwahl am 30. Januar 2022 wurde er mit 56 Prozent der Stimmen gewählt. Seine Ernennung zum Landrat erfolgte am 3. März 2022.

## Ehrungen
- 1996: Preis der Günter-Felke-Stiftung zur wissenschaftlichen Förderung der Schüler des Herzog-Johann-Gymnasiums Simmern
- 2017: Ralf-Dahrendorf-Preis für Lokaljournalismus, Freiburg

## Werke

### Als alleiniger Autor
- Berlin 1936. Die Olympischen Spiele unter Berücksichtigung des jüdischen Sports, Konstanz 2002
- Juden in Gemünden. Geschichte und Vernichtung einer jüdischen Gemeinde im Hunsrück, Konstanz 2003, 2. Auflage 2022
- Road to Kona. Die Ironman-Stars und ihre Trainingsgeheimnisse, Hamburg 2011

### Als Co-Autor
- Olympische Momente 2008 – ein Fotoband mit Bernhard Kunz, Mainz 2008
- Träumen, Tränen und Triumphe – rheinland-pfälzische Sportler bei Olympischen Spielen, Neustadt 2010
- Behinderte bewegen… – Die Geschichte des Versehrten- und Behindertensports in Rheinland-Pfalz, Neustadt 2012
- Olympische Momente 2012 – ein Fotoband mit Bernhard Kunz, Mainz 2012
- 33 Rennen, die ein Triathlet gefinisht haben muss, Hamburg 2014
- Olympische Momente 2016 – ein Fotoband mit Bernhard Kunz, Mainz 2016
- Ornament & Farbe – Die Via-Platte, Renaissance eines Bodenklassikers, München 2017

Daneben initiierte Boch, zusammen mit Michael Apitz, den Oelsberg-Kunstpfad im Auftrag der Stadt Oberwesel.

## Weblink
- Volker Boch auf der Website des Rhein-Hunsrück-Kreises